# Фонтегрека
Фонтегрека, Фонтеґрека (італ. Fontegreca) — муніципалітет в Італії, у регіоні Кампанія, провінція Казерта.
Фонтегрека розташована на відстані близько 150 км на схід від Рима, 70 км на північ від Неаполя, 45 км на північ від Казерти.
Населення — 841 особа (2014).

## Демографія
Населення за роками:

Станом на 1 січня 2023 року в муніципалітеті офіційно проживало 9 іноземців з 5 країн, серед них 6 громадян країн Євросоюзу та 2 громадяни України.

## Сусідні муніципалітети
- Капріаті-а-Вольтурно
- Чіорлано
- Галло-Матезе
- Прата-Санніта